# Acomys dimidiatus
Espèce
Statut de conservation UICN

LC : Préoccupation mineure
Acomys dimidiatus est une espèce de rongeurs de la famille des Muridae, présente au Moyen-Orient.

## Répartition

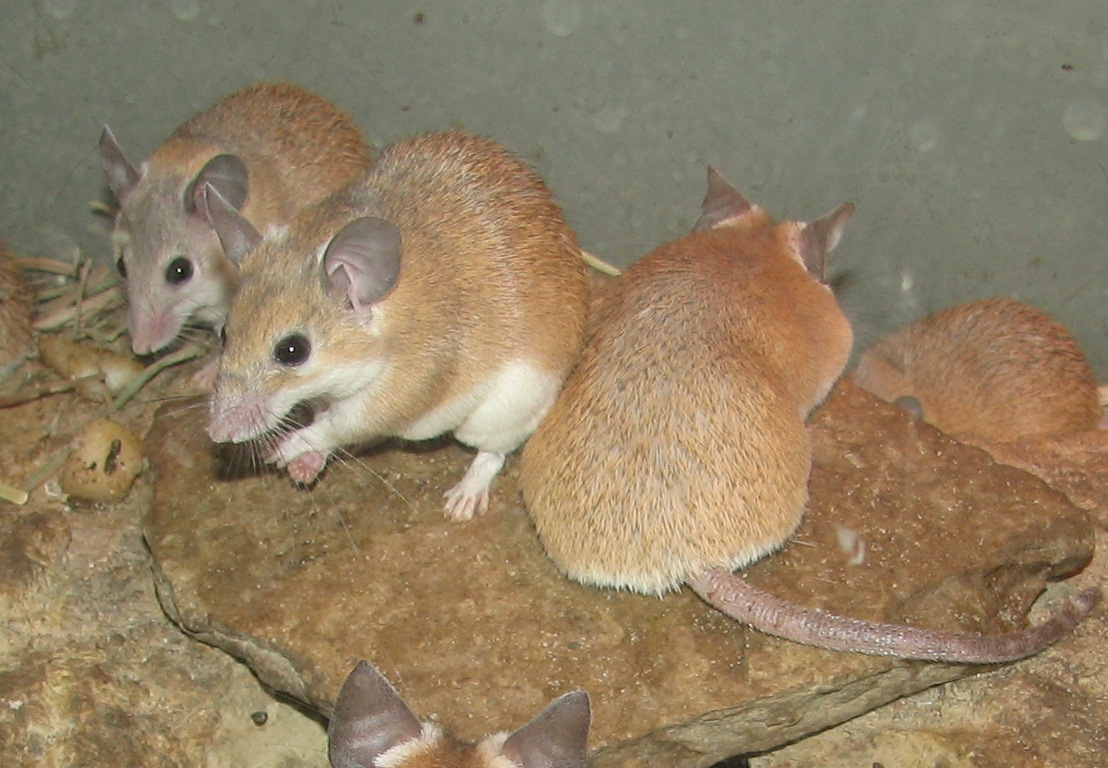
Trois individus en zoo.

Acomys dimidiatus est présente sur la péninsule du Sinaï en Égypte, en Jordanie, Israël, au Liban, en Syrie, Arabie Saoudite, au Yémen, Oman, aux Émirats Arabes Unis, au Sud de l'Irak, de l'Iran et du Pakistan. Son aire de répartition est essentiellement à l'est de celle de Acomys cahirinus, morphologiquement très similaire et présente en Afrique du Nord.

## Habitat
Cette espèce a été recensée dans plusieurs habitats semi-arides ou secs, notamment dans les zones rocheuses et les sols vallonnés des forêts méditerranéennes, des forêts sèches à feuilles caduques et des forêts de broussailles. En Égypte, l'espèce envahit les habitations humaines, et on peut également la rencontrer dans les zones agricoles.

## Systématique
L'espèce a été initialement classée dans le genre Mus sous le protonyme Mus dimidiatus, par le zoologiste allemand Philipp Jakob Cretzschmar, en 1826. Acomys dimidiatus est tellement proche de Acomys cahirinus que beaucoup d'auteurs les ont considérées comme ne formant qu'une seule espèce. Cependant, des analyses chromosomiques, de comparaison des caryotypes, phylogénétiques, basées sur les séquences du gène cytochrome b de l'ADNmt, et l'étude comparative des traits dentaires montrent qu'il s'agit bien de deux espèces séparées.
Acomys dimidiatus a pour synonymes :
- Acomys cahirinus dimidiatus (Cretzschmar, 1826)
- Acomys dimidiatus homericus Thomas, 1923
- Acomys flavidus Thomas, 1917
- Mus dimidiatus Cretzschmar, 1826
- Mus hispidus Brants, 1827
- Mus megalotis Lichtenstein, 1829

## Menaces et conservation
Cette espèce est inscrite dans la catégorie « préoccupation mineure » (LC) sur la Liste rouge de l'UICN, du fait de sa large distribution, de sa tolérance à un large éventail d'habitats, de sa population présumée importante, et parce qu'il est peu probable qu'elle décline assez rapidement pour être inscrite dans une catégorie plus menacée.